# Rhynchothorax alcicornis
Rhynchothorax alcicornis är en havsspindelart som beskrevs av Krapp, F. 1973. Rhynchothorax alcicornis ingår i släktet Rhynchothorax och familjen Rhynchothoracidae. Inga underarter finns listade i Catalogue of Life.